# Hans Huber
Hans Huber, švicarski skladatelj, * 25. december 1852, Eppenberg-Wöschnau (kanton Solothurn), † 25. december 1921, Locarno.
Huber je bil sin ljubiteljskega glasbenika, v otroštvu je pel v cerkvenem pevskem zboru in pokazal talent za igranje na klavir. Med letoma 1870 in 1877 je študiral na glasbenem konservatoriju v Leipzigu, nato se je vrnil v Švico, da bi poučeval. V Baslu je na konservatoriju dobil profesuro šele leta 1889, 7 let kasneje pa je postal ravnatelj te ustanove. 
Huber je skomponiral 8 simfonij in več koncertov.